# جوزيف نيل
جوزيف نيل (بالإنجليزية: Joseph Neal)‏ هو سياسي أمريكي، ولد في 31 أغسطس 1950 في الولايات المتحدة، وتوفي في 14 فبراير 2017 في نفس البلد. حزبياً، نشط في الحزب الديمقراطي. وقد انتخب عضو مجلس نواب كارولاينا الجنوبية.